# Talin (patronyme)
Pour les articles homonymes, voir Talin (homonymie).
Cette page présente le nom de famille Talin ainsi que ses variantes.

## Occurrence
Talin est un patronyme rare en France.
Selon les données de l’Insee, 108 personnes portant le patronyme Talin sont nées en France depuis 1890, réparties dans 16 départements.

## Histoire
Ces récits évoquent une origine majoritairement rattachée à l’actuelle région de l’Aisne, avec des implantations ultérieures en Bourgogne, Bretagne, dans les Alpes, en Isère et en Corrèze.
Toujours selon la tradition familiale, les ancêtres auraient exercé des fonctions spécialisées (maréchaux-ferrants, maîtres d’armes, forgerons) et se seraient illustrés lors des croisades.  
La bulle Omne Datum Optimum est mentionnée dans ces récits comme ayant accordé une protection pontificale à la famille, bien qu’aucune source archivistique ne confirme directement cette affiliation.
Par ailleurs, certains membres de la famille Talin se seraient engagés dans différents ordres religieux au fil des siècles, participant ainsi à la vie spirituelle et ecclésiastique des régions où ils étaient implantés.
Après la dissolution de l’Ordre en 1312, la famille Talin serait restée implantée dans des régions rurales, notamment dans l’Aisne, la Bourgogne, l’Isère et la Corrèze.  
Des branches se seraient ensuite établies en Bretagne et dans les Alpes.

## Lieux portant le nom Talin
Plusieurs lieux en France portent le nom Talin :
- Le Manoir de Talin, situé dans le lieu-dit Talin à Pontivy (Morbihan, Bretagne), daté des XVIe et XVIIe siècles.
- Le château de Talin, situé dans le lieu-dit Talin sur la commune de Pourrain (Yonne). Plusieurs plans datant du XVIIIe siècle sont conservés aux Archives départementales de l'Yonne[2].